# Champions Trophy féminin 2018
Navigation
2016 Champions Trophy féminin 2026
Le Champions Trophy féminin 2018 est la 23e et dernière édition du Champions Trophy pour le hockey féminin. Il a lieu du 17 au 25 novembre 2018 à Changzhou en Chine. Le tournoi est remplacé par la ligue professionnelle en 2019.
Les Pays-Bas remportent la compétition pour la 7e fois en battant l'Australie 5 - 1 et en égalant l'Argentine tenante du titre en 2016.
Aux côtés du pays hôte, le tenant du titre, le champion olympique, du monde et de la Ligue mondiale sont automatiquement qualifiés. Les places restantes sont nommées par le Conseil Exécutif de la FIH, confectionnera un total de six équipes en compétition. Si les équipes se sont qualifiées selon plus d'un critère, les équipes additionnelles seront également invitées par le Conseil Exécutif de la FIH,.

## Changement de ville hôte
Lorsque la FIH a dévoilé les villes hôtes de la compétition pour le cycle 2015 - 2018, l'Argentine était choisie pour organiser la compétition. Pourtant, en mars 2016, la FIH a dû résilier tous les accords contractuels avec l'Argentine comme la Fédération argentine de hockey sur gazon n'a pas été en mesure de remplir ses obligations contractuelles en ce qui concerne les droits de télévision, le sponsoring et l'organisation des compétitions. Changzhou était annoncé d'organiser à sa place.

## Participants
| Équipes         | Rang FIHF | Origine de la qualification                                           |
| --------------- | --------- | --------------------------------------------------------------------- |
| Chine           | 11        | Pays hôte                                                             |
| Pays-Bas        | 1         | Vainqueur de la ligue mondiale 2016-2017 et de la Coupe du monde 2018 |
| Grande-Bretagne | 2         | Champions olympiques 2016                                             |
| Australie       | 3         | Invité par le Conseil Exécutif de la FIH                              |
| Argentine       | 4         | Tenant du titre                                                       |
| Japon           | 14        | Invité par le Conseil Exécutif de la FIH                              |

## Compostions

### Chine
Entraîneur : Huang Yongsheng
| 2. Gu Bingfeng 6. Tang Wanli 7. Cui Qiuxia (C) 8. Sun Xiao 9. Xu Wenyu 10. Peng Yang | 11. Liang Meiyu 13. Li Hong 15. Zhang Jinrong 16. Ou Zixia 19. Zhang Xiaoxue 20. He Jiangxin | 21. Zhong Mengling 22. Chen Yi (GB) 25. Xi Xiayun 26. Chen Yang 30. Dan Wen 32. Ye Jiao (GB) |

### Australie
Entraîneur : Paul Gaudoin
| 2. Ambrosia Malone 3. Brooke Peris 5. Ashlee Wells (GB) 6. Penny Squibb 7. Jodie Kenny 9. Lily Brazel | 10. Maddy Fitzpatrick 11. Karri McMahon 12. Greta Hayes 13. Edwina Bone 14. Stephanie Kershaw 15. Kaitlin Nobbs | 18. Jane Claxton 23. Kalindi Commerford 26. Emily Chalker (C) 27. Rachael Lynch (GB) 29. Rebecca Greiner 31. Hayley Padget |

### Argentine
Entraîneur : Agustín Corradini
| 1. Belén Succi (GB) 2. Sofía Toccalino 3. Agustina Gorzelany 4. Eugenia Trinchinetti 5. Agostina Alonso 7. Martina Cavallero | 12. Delfina Merino (C) 14. Agustina Habif 15. María Granatto 16. Florencia Habif 17. Rocío Sánchez Moccia 18. Victoria Sauze | 20. Lucina von der Heyde 21. Milagros Fernández 26. María Ortiz 28. Julieta Jankunas 29. Julia Gomes 31. Florencia Mutio (GB) |

### Japon
Entraîneur : Anthony Farry
| 1. Megumi Kageyama (GB) 2. Natsuki Naito (C) 3. Mayumi Ono 4. Natsuha Matsumoto 5. Yu Asai 7. Hazuki Nagai | 8. Yikari Mano 10. Minami Shimizu 12. Yuri Nagai 14. Maho Segawa 15. Yui Ishibashi 16. Shihori Oikawa | 19. Kanon Mori 20. Mami Karino 21. Kimika Hoshi 22. Motomi Kawamura 29. Sakurako Omoto 30. Yuka Yoshikawa (GB) |

## Résultats
Toutes les heures correspondent aux heures locales (UTC+8).

### Classement
| Rang | Équipe          | J | V | N | P | BP | BC | Diff | Pts | Qualification                 |
| ---- | --------------- | - | - | - | - | -- | -- | ---- | --- | ----------------------------- |
| 1    | Pays-Bas        | 5 | 5 | 0 | 0 | 15 | 2  | +13  | 15  | Finale                        |
| 2    | Australie       | 5 | 2 | 1 | 2 | 5  | 7  | -2   | 7   | Finale                        |
| 3    | Argentine       | 5 | 2 | 0 | 3 | 6  | 7  | -1   | 6   | Match pour la troisième place |
| 4    | Chine           | 5 | 1 | 3 | 1 | 5  | 4  | +1   | 6   | Match pour la troisième place |
| 5    | Japon           | 5 | 1 | 2 | 2 | 6  | 10 | -4   | 5   | Match pour la cinquième place |
| 6    | Grande-Bretagne | 5 | 0 | 2 | 3 | 4  | 11 | -7   | 2   | Match pour la cinquième place |

Source: FIH
En cas d'égalité de points de plusieurs équipes à l'issue des matchs de poule, les critères suivants sont appliqués dans l'ordre indiqué pour établir leur classement:
1. Points,
2. Matchs gagnés,
3. Différence de buts,
4. Buts marqués,
5. Face à face.

### Résultats
| 17 novembre 2018 | Chine            | 2 - 2   | Grande-Bretagne         |                                                                           |                                                                           |
| 14h00            | Xu 7e · Peng 21e | (2 - 2) | 15e Martin · 23e Owlsey | Arbitrage : Fanneke Alkemade Junko Wagatsuma Arbitre vidéo : Aleesha Unka | Arbitrage : Fanneke Alkemade Junko Wagatsuma Arbitre vidéo : Aleesha Unka |
| 14h00            | Rapport          |         |                         | Arbitrage : Fanneke Alkemade Junko Wagatsuma Arbitre vidéo : Aleesha Unka | Arbitrage : Fanneke Alkemade Junko Wagatsuma Arbitre vidéo : Aleesha Unka |

|       | Australie                | 2 - 1   | Argentine    |                                                                              |                                                                              |
| 16h00 | Malone 12e · Greiner 15e | (2 - 0) | 33e Granatto | Arbitrage : Emma Shelbourn Céline Martin-Schmets Arbitre vidéo : Ivona Makar | Arbitrage : Emma Shelbourn Céline Martin-Schmets Arbitre vidéo : Ivona Makar |
| 16h00 | Rapport                  |         |              | Arbitrage : Emma Shelbourn Céline Martin-Schmets Arbitre vidéo : Ivona Makar | Arbitrage : Emma Shelbourn Céline Martin-Schmets Arbitre vidéo : Ivona Makar |

|       | Pays-Bas                      | 3 - 1   | Japon      |                                                                |                                                                |
| 18h00 | Veen 44e, 59e · Verschoor 56e | (0 - 0) | 35e Oikawa | Arbitrage : Chen Hong Suzi Sutton Arbitre vidéo : Aleesha Unka | Arbitrage : Chen Hong Suzi Sutton Arbitre vidéo : Aleesha Unka |
| 18h00 | Rapport                       |         |            | Arbitrage : Chen Hong Suzi Sutton Arbitre vidéo : Aleesha Unka | Arbitrage : Chen Hong Suzi Sutton Arbitre vidéo : Aleesha Unka |

| 18 novembre 2018 | Grande-Bretagne | 0 - 2   | Australie                 |                                                               |                                                               |
| 14h00            |                 | (0 - 2) | 9e Peris · 29e Commerford | Arbitrage : Chen Hong Ivona Makar Arbitre vidéo : Suzi Sutton | Arbitrage : Chen Hong Ivona Makar Arbitre vidéo : Suzi Sutton |
| 14h00            | Rapport         |         |                           | Arbitrage : Chen Hong Ivona Makar Arbitre vidéo : Suzi Sutton | Arbitrage : Chen Hong Ivona Makar Arbitre vidéo : Suzi Sutton |

|       | Chine   | 0 - 0   | Japon |                                                                                   |                                                                                   |
| 16h00 |         | (0 - 0) |       | Arbitrage : Fanneke Alkemade Emma Shelbourn Arbitre vidéo : Céline Martin-Schmets | Arbitrage : Fanneke Alkemade Emma Shelbourn Arbitre vidéo : Céline Martin-Schmets |
| 16h00 | Rapport |         |       | Arbitrage : Fanneke Alkemade Emma Shelbourn Arbitre vidéo : Céline Martin-Schmets | Arbitrage : Fanneke Alkemade Emma Shelbourn Arbitre vidéo : Céline Martin-Schmets |

|       | Pays-Bas                            | 3 - 0   | Argentine |                                                                      |                                                                      |
| 18h00 | Van Maasakker 27e, 48e · Jansen 45e | (1 - 0) |           | Arbitrage : Aleesha Unka Junko Wagatsuma Arbitre vidéo : Ivona Makar | Arbitrage : Aleesha Unka Junko Wagatsuma Arbitre vidéo : Ivona Makar |
| 18h00 | Rapport                             |         |           | Arbitrage : Aleesha Unka Junko Wagatsuma Arbitre vidéo : Ivona Makar | Arbitrage : Aleesha Unka Junko Wagatsuma Arbitre vidéo : Ivona Makar |

| 20 novembre 2018 | Pays-Bas                                 | 3 - 0   | Australie |                                                                    |                                                                    |
| 14h00            | Veen 21e · Van Maasakker 28e · Zerbo 46e | (2 - 0) |           | Arbitrage : Suzi Sutton Ivona Makar Arbitre vidéo : Emma Shelbourn | Arbitrage : Suzi Sutton Ivona Makar Arbitre vidéo : Emma Shelbourn |
| 14h00            | Rapport                                  |         |           | Arbitrage : Suzi Sutton Ivona Makar Arbitre vidéo : Emma Shelbourn | Arbitrage : Suzi Sutton Ivona Makar Arbitre vidéo : Emma Shelbourn |

|       | Chine                 | 2 - 0   | Argentine |                                                                                 |                                                                                 |
| 16h00 | Zhang J. 13e · Li 28e | (2 - 0) |           | Arbitrage : Kim Jung Hee Céline Martin-Schmets Arbitre vidéo : Fanneke Alkemade | Arbitrage : Kim Jung Hee Céline Martin-Schmets Arbitre vidéo : Fanneke Alkemade |
| 16h00 | Rapport               |         |           | Arbitrage : Kim Jung Hee Céline Martin-Schmets Arbitre vidéo : Fanneke Alkemade | Arbitrage : Kim Jung Hee Céline Martin-Schmets Arbitre vidéo : Fanneke Alkemade |

|       | Grande-Bretagne     | 2 - 2   | Japon             |                                                                |                                                                |
| 18h00 | Bray 4e · Howard 6e | (2 - 1) | 22e, 41e H. Nagai | Arbitrage : Chen Hong Aleesha Unka Arbitre vidéo : Suzi Sutton | Arbitrage : Chen Hong Aleesha Unka Arbitre vidéo : Suzi Sutton |
| 18h00 | Rapport             |         |                   | Arbitrage : Chen Hong Aleesha Unka Arbitre vidéo : Suzi Sutton | Arbitrage : Chen Hong Aleesha Unka Arbitre vidéo : Suzi Sutton |

| 22 novembre 2018 | Argentine                                            | 4 - 0   | Japon |                                                                      |                                                                      |
| 14h00            | Trinchinetti 19e · Jankunas 21e, 48e · Gorzelany 41e | (2 - 0) |       | Arbitrage : Emma Shelbourn Kim Jung Hee Arbitre vidéo : Aleesha Unka | Arbitrage : Emma Shelbourn Kim Jung Hee Arbitre vidéo : Aleesha Unka |
| 14h00            | Rapport                                              |         |       | Arbitrage : Emma Shelbourn Kim Jung Hee Arbitre vidéo : Aleesha Unka | Arbitrage : Emma Shelbourn Kim Jung Hee Arbitre vidéo : Aleesha Unka |

|       | Chine   | 0 - 0   | Australie |                                                                      |                                                                      |
| 16h00 |         | (0 - 0) |           | Arbitrage : Fanneke Alkemade Ivona Makar Arbitre vidéo : Suzi Sutton | Arbitrage : Fanneke Alkemade Ivona Makar Arbitre vidéo : Suzi Sutton |
| 16h00 | Rapport |         |           | Arbitrage : Fanneke Alkemade Ivona Makar Arbitre vidéo : Suzi Sutton | Arbitrage : Fanneke Alkemade Ivona Makar Arbitre vidéo : Suzi Sutton |

|       | Pays-Bas                               | 4 - 0   | Grande-Bretagne |                                                                                |                                                                                |
| 18h00 | Veen 3e · Zuidhof 17e, 46e · Zerbo 36e | (2 - 0) |                 | Arbitrage : Céline Martin-Schmets Junko Wagatsuma Arbitre vidéo : Aleesha Unka | Arbitrage : Céline Martin-Schmets Junko Wagatsuma Arbitre vidéo : Aleesha Unka |
| 18h00 | Rapport                                |         |                 | Arbitrage : Céline Martin-Schmets Junko Wagatsuma Arbitre vidéo : Aleesha Unka | Arbitrage : Céline Martin-Schmets Junko Wagatsuma Arbitre vidéo : Aleesha Unka |

| 24 novembre 2018 | Australie  | 1 - 3   | Japon                               |                                                                           |                                                                           |
| 14h00            | Squibb 54e | (0 - 2) | 3e Y. Nagai · 8e Mano · 45e Shimizu | Arbitrage : Suzi Sutton Céline Martin-Schmets Arbitre vidéo : Ivona Makar | Arbitrage : Suzi Sutton Céline Martin-Schmets Arbitre vidéo : Ivona Makar |
| 14h00            | Rapport    |         |                                     | Arbitrage : Suzi Sutton Céline Martin-Schmets Arbitre vidéo : Ivona Makar | Arbitrage : Suzi Sutton Céline Martin-Schmets Arbitre vidéo : Ivona Makar |

|       | Chine   | 1 - 2   | Pays-Bas                 |                                                                     |                                                                     |
| 16h00 | Gu 60e  | (0 - 1) | 14e Kerstholt · 59e Veen | Arbitrage : Emma Shelbourn Kim Jung Hee Arbitre vidéo : Ivona Makar | Arbitrage : Emma Shelbourn Kim Jung Hee Arbitre vidéo : Ivona Makar |
| 16h00 | Rapport |         |                          | Arbitrage : Emma Shelbourn Kim Jung Hee Arbitre vidéo : Ivona Makar | Arbitrage : Emma Shelbourn Kim Jung Hee Arbitre vidéo : Ivona Makar |

|       | Grande-Bretagne | 0 - 1   | Argentine |                                                                                 |                                                                                 |
| 18h00 |                 | (0 - 1) | 2e Sauze  | Arbitrage : Fanneke Alkemade Aleesha Unka Arbitre vidéo : Céline Martin-Schmets | Arbitrage : Fanneke Alkemade Aleesha Unka Arbitre vidéo : Céline Martin-Schmets |
| 18h00 | Rapport         |         |           | Arbitrage : Fanneke Alkemade Aleesha Unka Arbitre vidéo : Céline Martin-Schmets | Arbitrage : Fanneke Alkemade Aleesha Unka Arbitre vidéo : Céline Martin-Schmets |

### Phase de classement

#### Cinquième et sixième place
| 25 novembre 2018 | Grande-Bretagne          | 2 - 1   | Japon        |                                                                    |                                                                    |
| 14h00            | Martin 5e · Costello 21e | (2 - 1) | 4e Ishibashi | Arbitrage : Chen Hong Suzi Sutton Arbitre vidéo : Fanneke Alkemade | Arbitrage : Chen Hong Suzi Sutton Arbitre vidéo : Fanneke Alkemade |
| 14h00            | Rapport                  |         |              | Arbitrage : Chen Hong Suzi Sutton Arbitre vidéo : Fanneke Alkemade | Arbitrage : Chen Hong Suzi Sutton Arbitre vidéo : Fanneke Alkemade |

#### Troisième et quatrième place
| 25 novembre 2018 | Chine   | 0 - 6   | Argentine                                                                   |                                                                         |                                                                         |
| 16h15            |         | (0 - 3) | 1e Merino · 5e, 16e Granatto · 44e Jankunas · 48e Toccalino · 57e Cavallero | Arbitrage : Aleesha Unka Junko Wagatsuma Arbitre vidéo : Emma Shelbourn | Arbitrage : Aleesha Unka Junko Wagatsuma Arbitre vidéo : Emma Shelbourn |
| 16h15            | Rapport |         |                                                                             | Arbitrage : Aleesha Unka Junko Wagatsuma Arbitre vidéo : Emma Shelbourn | Arbitrage : Aleesha Unka Junko Wagatsuma Arbitre vidéo : Emma Shelbourn |

#### Finale
| 25 novembre 2018 | Pays-Bas                                                              | 5 - 1   | Australie       |                                                                            |                                                                            |
| 18h30            | De Waard 7e · De Goede 11e · Stam 43e · Kerstholt 53e · Verschoor 56e | (2 - 0) | 40e Fitzpatrick | Arbitrage : Kim Jung Hee Ivona Makar Arbitre vidéo : Céline Martin-Schmets | Arbitrage : Kim Jung Hee Ivona Makar Arbitre vidéo : Céline Martin-Schmets |
| 18h30            | Rapport                                                               |         |                 | Arbitrage : Kim Jung Hee Ivona Makar Arbitre vidéo : Céline Martin-Schmets | Arbitrage : Kim Jung Hee Ivona Makar Arbitre vidéo : Céline Martin-Schmets |

## Statistiques

### Classement final
| Rang               | Équipe          | J | V | N | P | BP | BC | Diff | Pts | Classement final   |
| ------------------ | --------------- | - | - | - | - | -- | -- | ---- | --- | ------------------ |
| Médaille d'or      | Pays-Bas        | 6 | 6 | 0 | 0 | 20 | 3  | +17  | 18  | Médaille d'or      |
| Médaille d'argent  | Australie       | 6 | 2 | 1 | 3 | 6  | 12 | -6   | 7   | Médaille d'argent  |
| Médaille de bronze | Argentine       | 6 | 3 | 0 | 3 | 12 | 7  | +5   | 9   | Médaille de bronze |
| 4                  | Chine           | 6 | 1 | 3 | 2 | 5  | 10 | -5   | 6   | Quatrième place    |
| 5                  | Grande-Bretagne | 6 | 1 | 2 | 3 | 6  | 12 | -6   | 5   | Cinquième place    |
| 6                  | Japon           | 6 | 1 | 2 | 3 | 7  | 12 | -5   | 5   | Sixième place      |

### Récompenses
Les récompenses individuelles suivantes ont été décernées à la fin du tournoi:
| Meilleure joueuse | Meilleure gardienne | Meilleure jeune         | Meilleure buteuse |
| ----------------- | ------------------- | ----------------------- | ----------------- |
| Eva de Goede      | Ye Jiao             | Marijn Veen avec 5 buts | Marijn Veen       |